# Lovre Brečić
Lovre Brečić, född 16 augusti 1996, är en kroatisk taekwondoutövare. 

## Karriär
I maj 2018 vid EM i Kazan tog Brečić guld i 63 kg-klassen efter att ha besegrat turkiske Hakan Reçber i finalen.
I juni 2023 vid europeiska spelen i Kraków-Małopolska tog Brečić silver i 63 kg-klassen efter en finalförlust mot italienske Dennis Baretta.